# Masdevallia floribunda
Masdevallia floribunda là một loài lan được tìm thấy ở miền nam México to Honduras.

## Hình ảnh

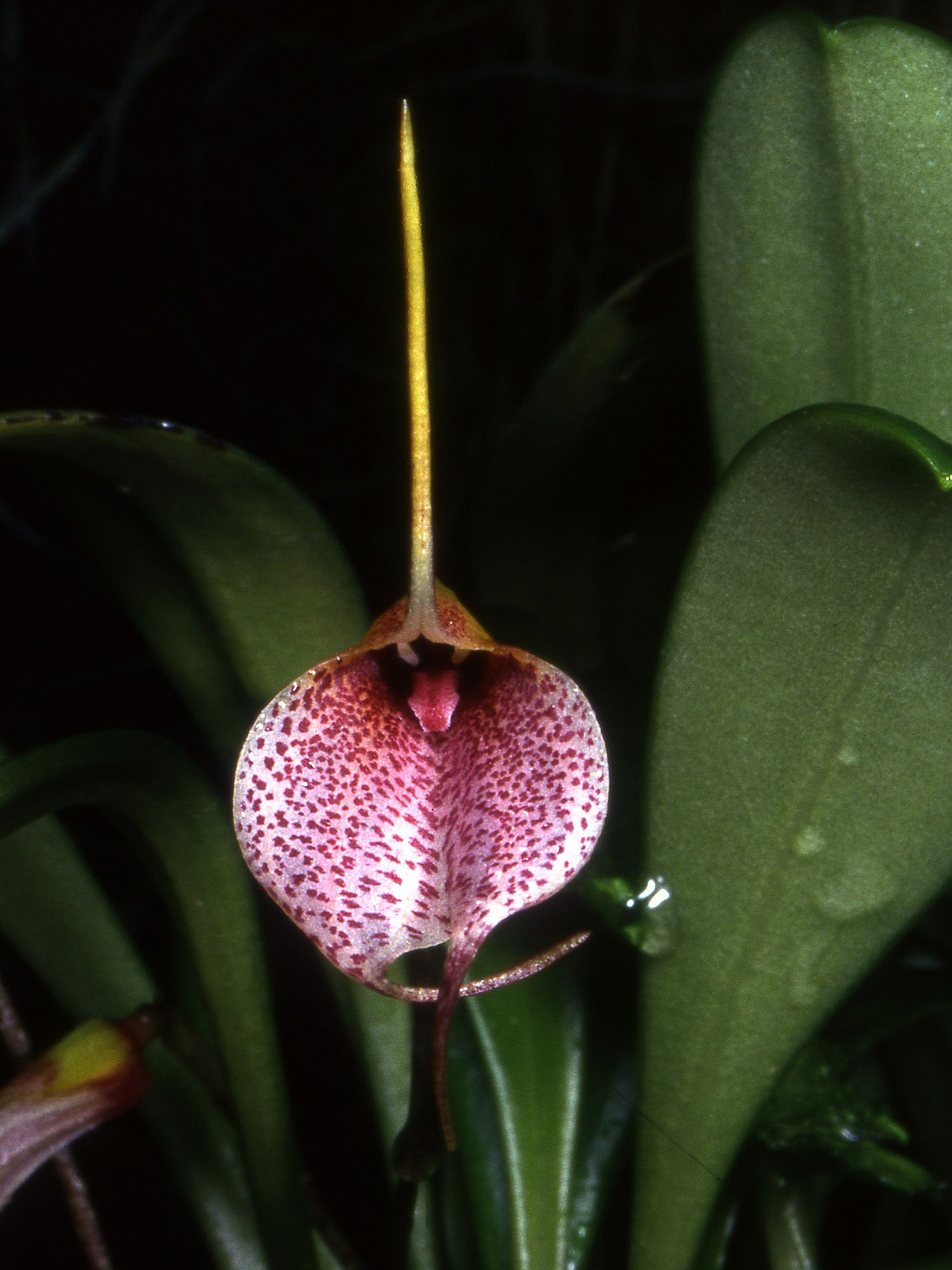
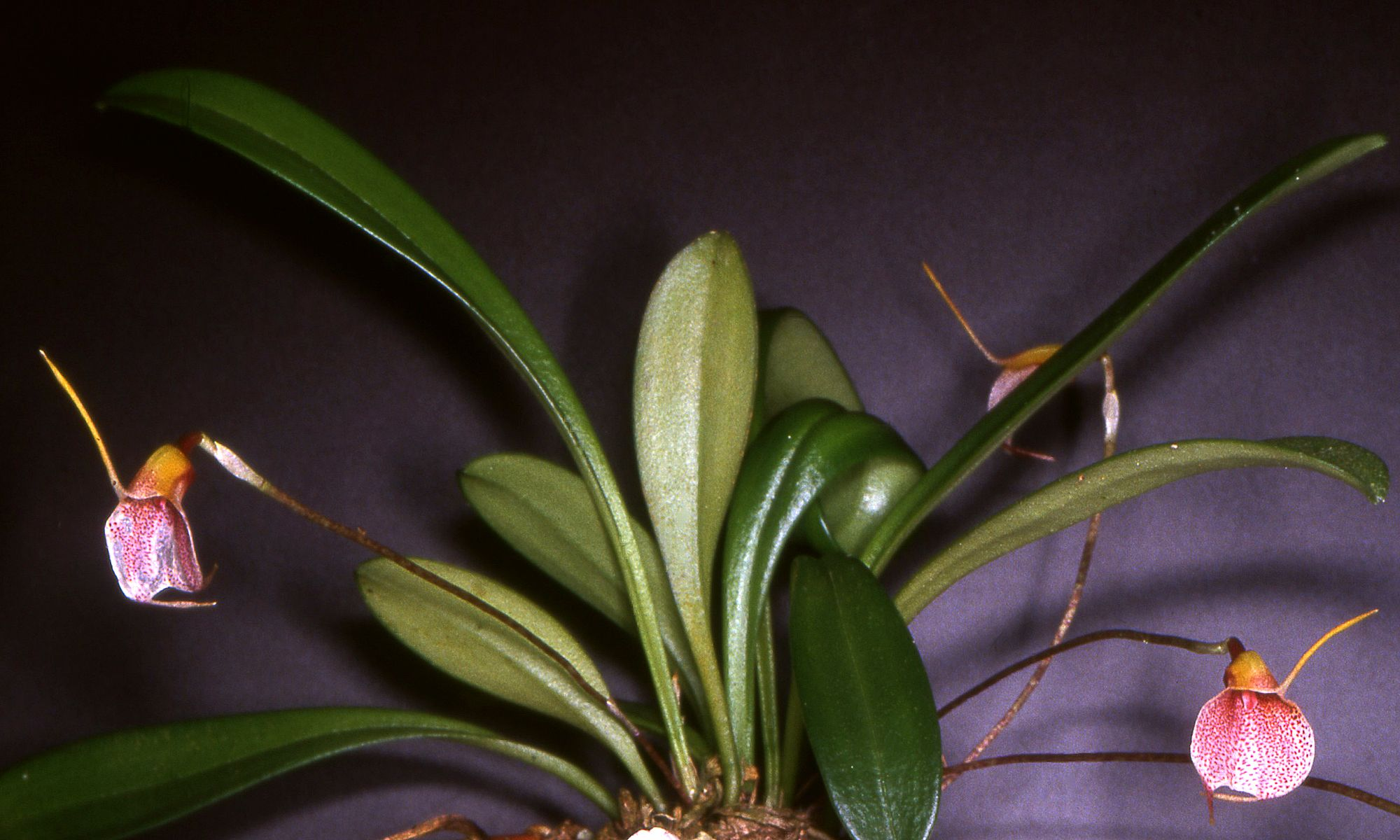
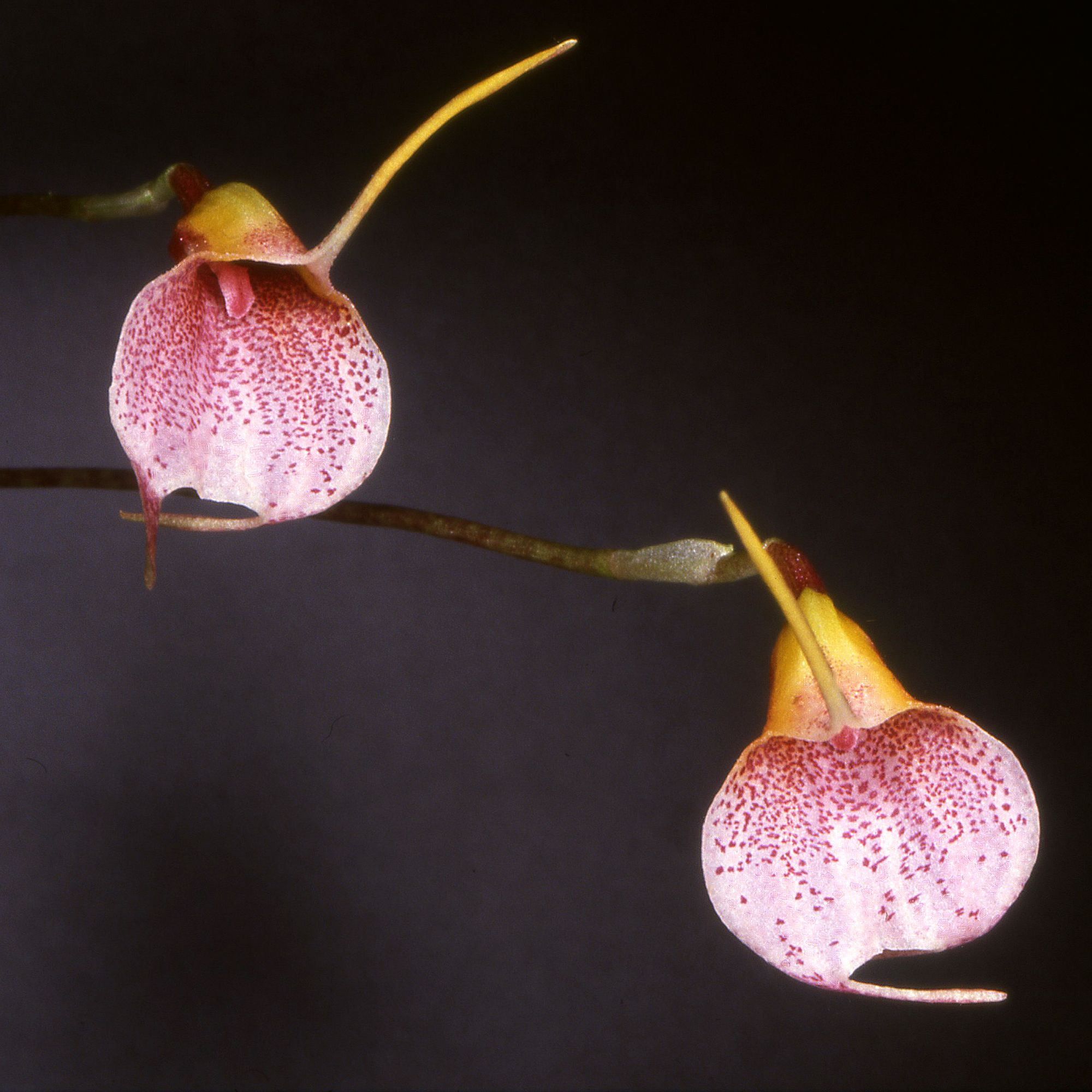
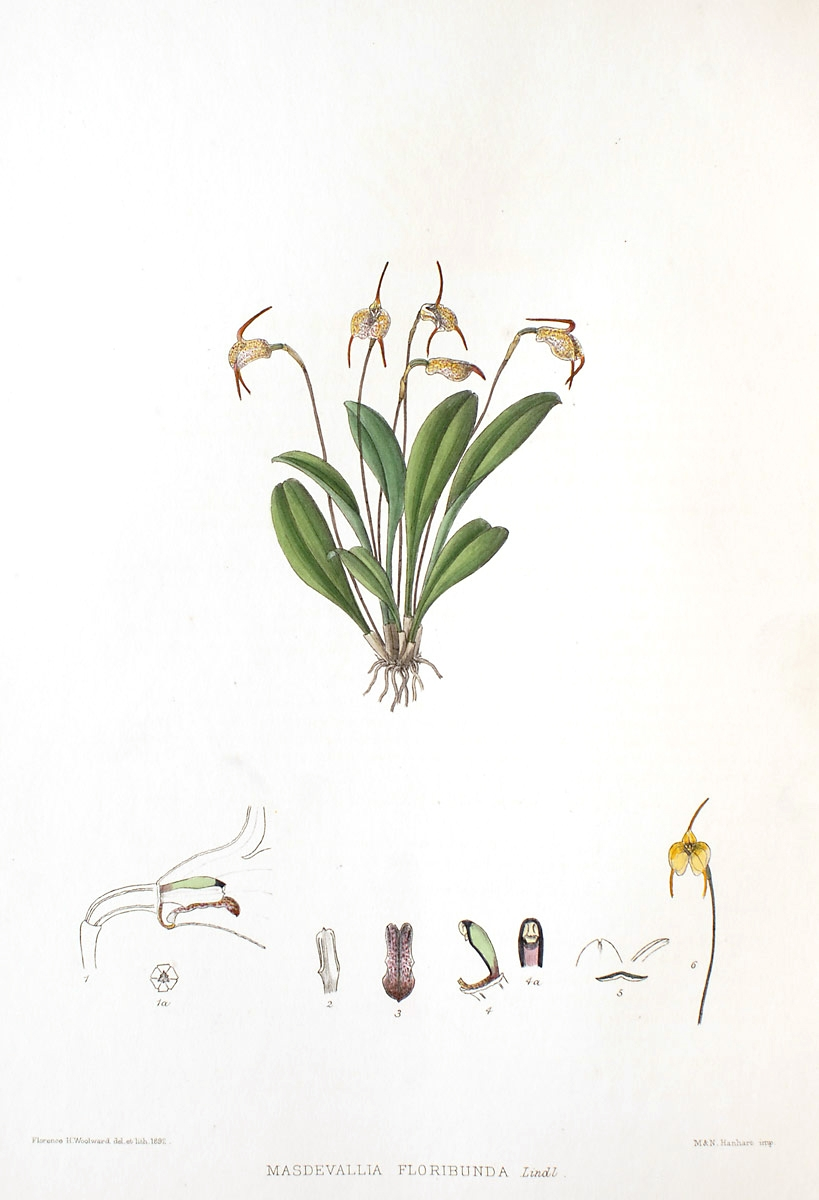